# Drmek čínský

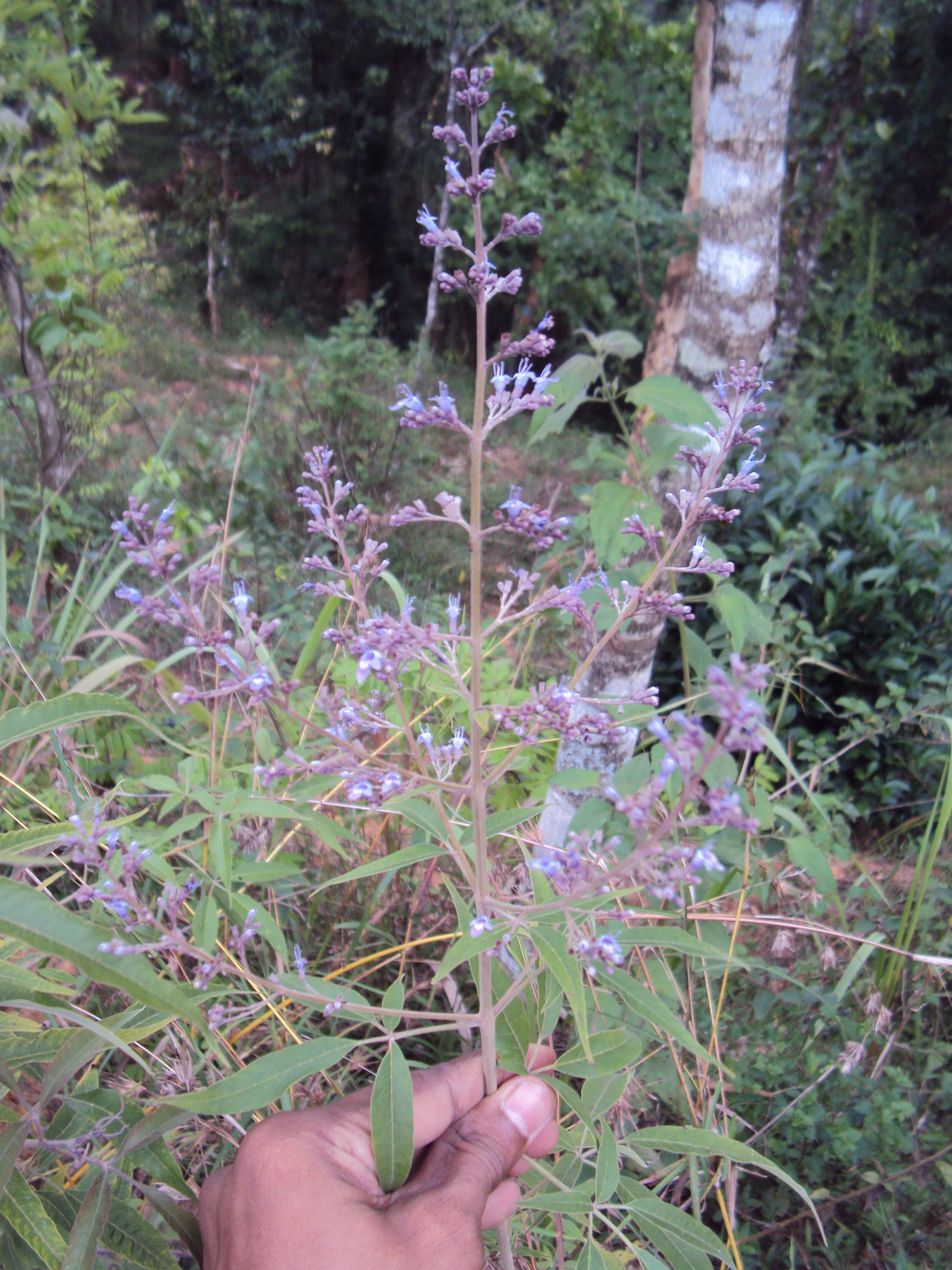
Květenství

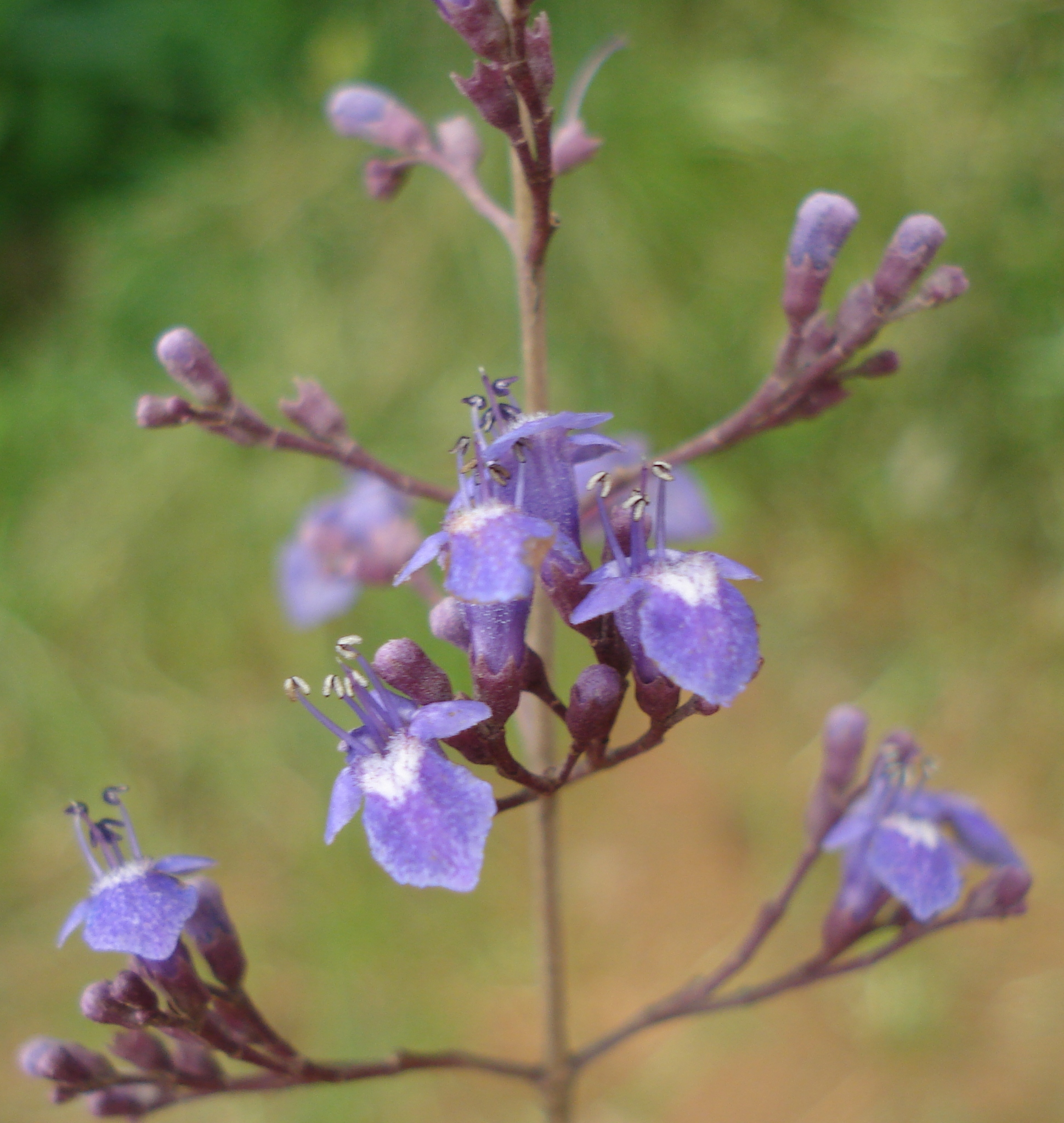
Květy

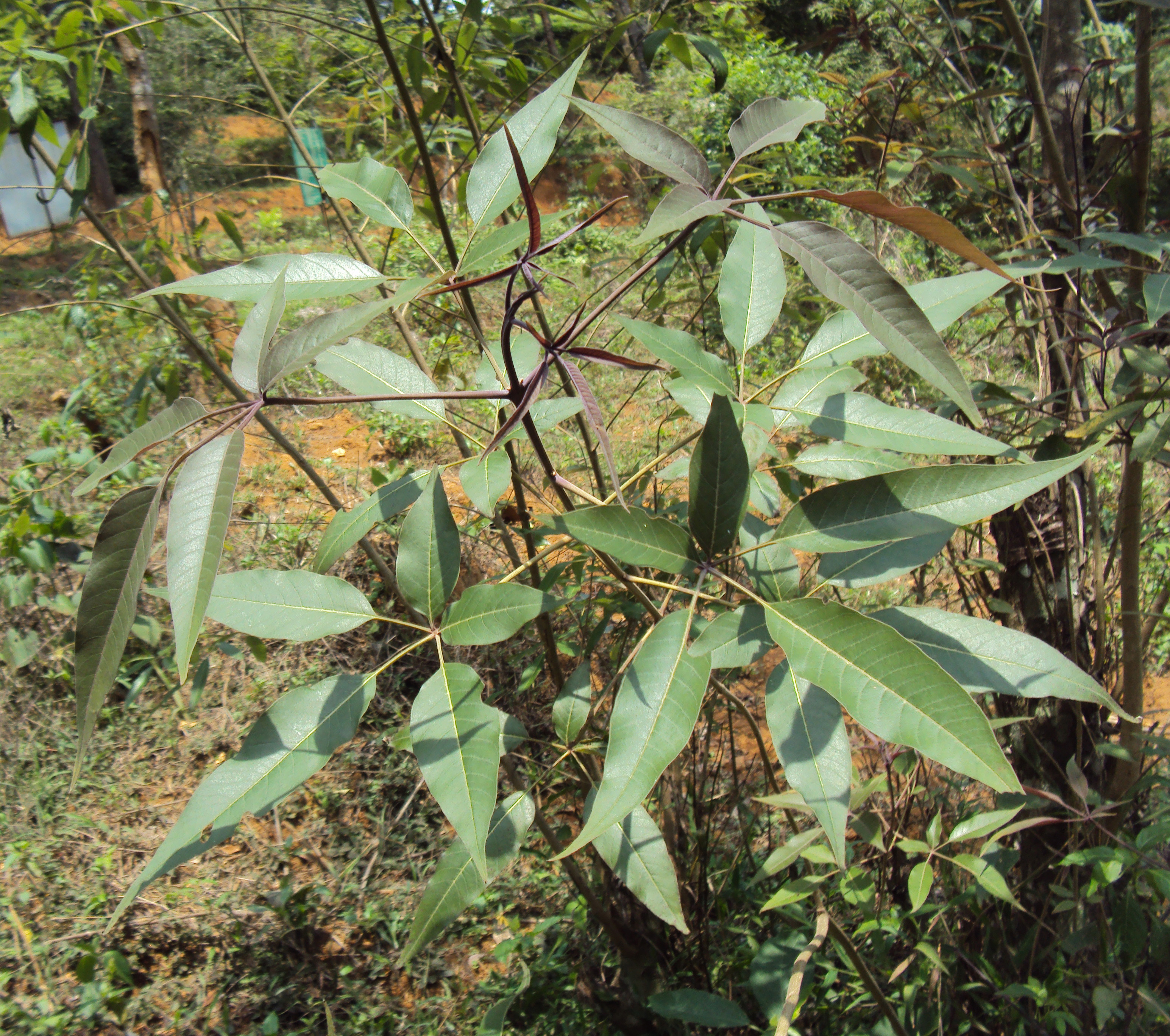
Listy

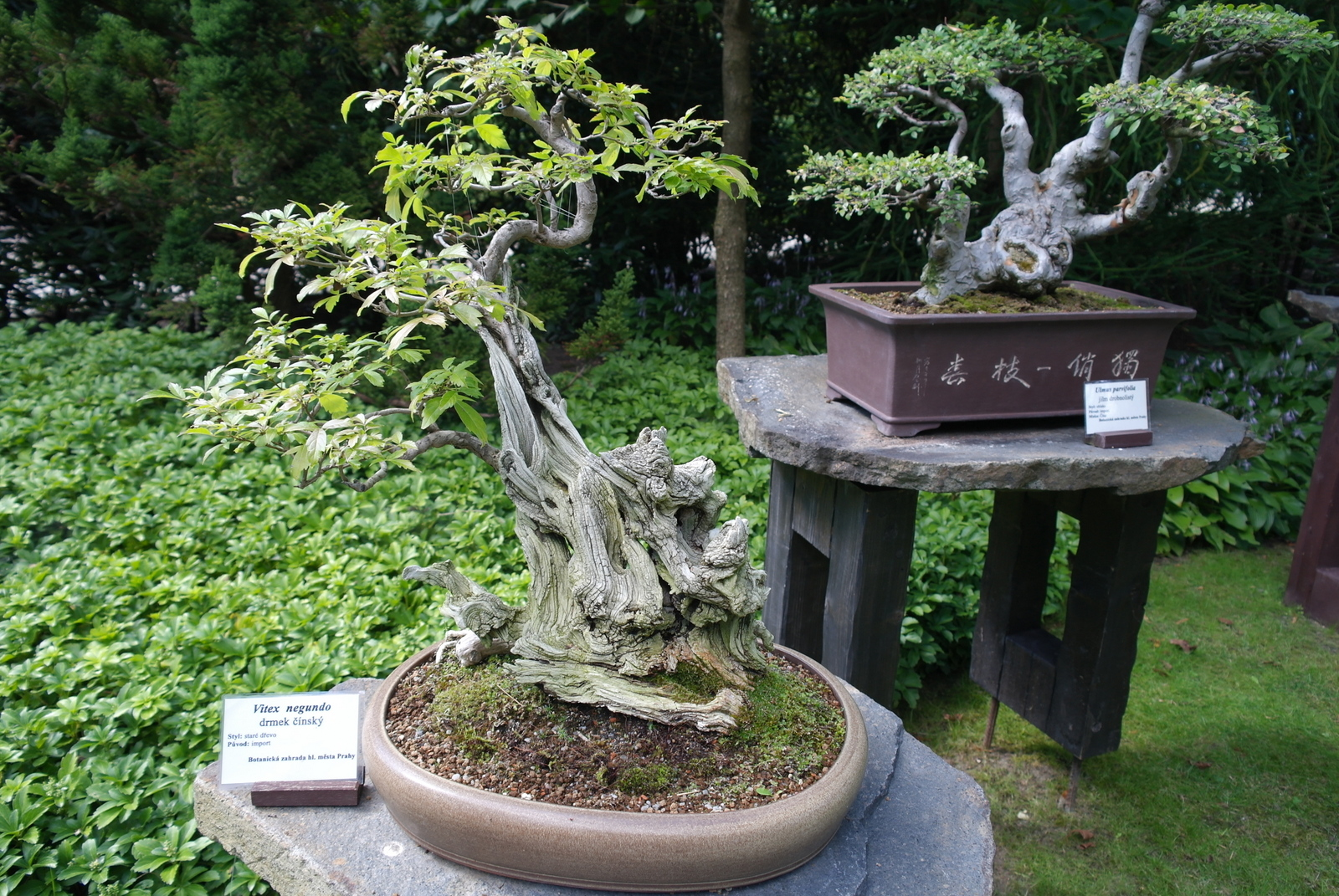
Bonsaj

Drmek čínský (Vitex negundo) je opadavý, jemně stavěný keř až 5 m vysoký, který v letních měsících kvete množstvím drobných modrých květů. Je jedním z celkového počtu asi 250 druhů rodu drmek. Pěstuje se jako okrasná dřevina a je jeden z mála, i přes svůj subtropický původ, vhodný do středoevropských zahrad. Celý rod drmek byl původně zařazen v čeledi sporýšovitých, odkud byl s nástupem systému APG přeřazen do čeledi hluchavkovitých.

## Rozšíření
Za původní areál tohoto široce rozšířeného druhu je považována veliká oblast s teplým mírným až tropickým podnebím v západní, střední, jižní a jihovýchodní Asii. Za centrum je považována Čína se širokým okolím, které vytváří Indie, včetně ostrovů Srí Lanka a Maledivy, Afghánistán, Pákistán, Bhútán, Nepál, Bangladéš, Myanmar, Malajsie, Indonésie, Kambodža, Vietnam, Filipíny a Japonsko. V dávné minulosti se drmek čínský rozšířil i do oblasti tropické Afriky, na ostrov Madagaskar a pevninské státy Mosambik, Keňa a Tanzanie. V novověku se dostal i do Ameriky, kde nyní roste na karibských ostrovech Haiti, Kubě, Návětrných i Závětrných ostrovech a na souostroví Trinidad a Tobago. Vyskytuje se taktéž ve Spojených státech na Floridě a v Texasu. Druhotně byl zavlečen i na tichomořské ostrovy.

## Ekologie
Roste na suchých, křovinatých stráních v lehké půdě, stejně jako ve vlhkém prostředí podél břehů řek, v otevřené krajině i ve světlých lesích. Vyhovují mu teplá stanoviště na plném slunci, snáší alkalické i zasolené půdy, jež ale musí být dobře odvodněné. Vystupuje do nadmořské výšky až 2000 m n. m., snáší průměrné roční srážky v rozmezí od 600 po 2000 mm. Na teplotu není příliš náročný, např. již dlouhodobě bez problémů roste v Praze a v zimě nenamrzá. Dobře snáší i vysoké tropické teploty, stejně jako slaný aerosol přinášený větrem od moře na pobřeží. Obvykle kvete v červnu a červenci, plody dozrávají od srpna do října.

## Popis
Opadavý, ve své domovině až 5 m vysoký keř nebo vícekmenný strom s kůrou šedivou, hladkou a poměrně tenkou. Ve středoevropských podmínkách dorůstá obvykle do výše 1,5 m a stejně tak bývá i široký. Má hluboko sahající hlavní kořeny a množství kořínku pobočných. Větve má hnědé, mírně čtyřhranné a hustě měkce chlupaté. Protilehlé listy s řapíky dlouhými 3 až 6 cm jsou dlanitě složené ze tří až pěti lístků a na svrchní straně bývají lesklejší než na spodní. Lístky nebývají stejně veliké, jsou úzce či vejčitě kopinaté, celokrajné až hrubě pilovité či lalokovité, na bázi jsou klínovité a na vrcholu zašpičatělé; střední lístek bývá z nich nejdelší 5 až 12 cm a nejširší 1 až 4 cm. Rozemnuté listy i větvičky vydávají silný odér. Před podzimním opadem listy svou barvu téměř nemění.
Drobné, modře, fialově nebo levandulově zbarvené květy vyrůstají ve velkém množství v hroznech, které vytvářejí 10 až 25 cm dlouhé laty na koncích jednoletých větví. Oboupohlavné květy bývají velké pouze 3 až 5 mm, jsou téměř přisedlé, pětičetné a slabě vonící. Kalich mají zelený, zvonkovitý, vytrvalý s 2 mm dlouhou trubku s pěti 1 mm laloky. Koruna je fialově modrá až purpurová či levandulová, má korunní trubku dlouhou jako kalich, je slabě dvoupyská, horní pysk j dvouklaný a větší spodní tříklaný má střední lalok dlouze protáhlý. Tyčinky jsou čtyři, dvoumocné, jsou vsazené v korunní trubce a mírně vystupují z květu. Semeník je svrchní, byl vytvořen ze dvou plodolistů obsahující po dvou vajíčkách, původně byl dvoupouzdrý a postupně byl rozdělen na čtyřpouzdrý, terminální nitkovitá čnělka nese slabě dvoulaločnou bliznu.
Plod je kulovitá, ve zralosti černá peckovice asi 0,5 cm velká se zbytkem vytrvalého kalichu. Obsahuje jedno až čtyři kulovitá či elipsovitá semena bez endospermu. Plod je sice jedlý, ale savci jej nekonzumují.

## Rozmnožování
Keře se přirozeně rozšiřují kořenovými výběžky. Lehce se množí jarním výsevem semen, která není nutno stratifikovat. Rostlina umístěná ve stínu, a proto pozdě vykvétající, nemusí mít semena vyzrálá natolik, aby vyklíčila. Nové rostliny lze spolehlivě získat i zasazením zelených řízků koncem května a června. Mladé rostliny je vhodné ve středoevropských podmínkách na zimu chránit před studenými větry a půdu pokrýt mulčem nebo chvojím, starší keře spolehlivě přečkávají teploty −10 až −15 °C, na chráněném stanovišti i více.

## Význam
Drmek čínský se používá v okrasných zahradách, kde se obvykle vysazuje na stanoviště s celodenním sluncem v kombinaci s trvalkami nebo jinými suchomilnými keři. Dobře snáší řez, a lze jej proto udržet v požadované velikosti či tvaru. Této vlastnosti se využívá při tvarování bonsají. Díky svým hustým kořenům se vysazuje jako protierozní dřevina na březích vodních toků, kde brání odnášení půdy; za stejným účelem bývá vysazován jako rostlina snášející zasolenou půdu na mořské pobřeží. Keře bývají sázeny na rekultivované území po záplavách nebo na vyprahlých plochách. Bývá používán i jako ozdobný živý plot, je dobrým zdrojem nektaru pro včely na tvorbu medu. Roste poměrně rychle, a proto bývá v suchých oblastech využíván jako palivové dříví.
Listy mají insekticidní vlastnosti a zapuzují některý hmyz, v blízkosti keře se např. nevyskytují komáři. Olej vylisovaný ze semen a listů zaceluje nehojící se rány. Kořeny působí jako anthelmintikum proti parazitickým červům. Semena po rozemletí někdy v kuchyni nahrazují pepř.